# The Modern Language Journal
The Modern Language Journal est une revue universitaire à comité de lecture publiée par Wiley-Blackwell au nom de National Federation of Modern Language Teachers Associations (Fédération nationale des associations de professeurs de langues modernes). Il couvre la recherche et la discussion sur l'apprentissage et l'enseignement des langues étrangères et des langues secondes.
Les types d'articles publiés comprennent des essais documentés, des études de recherche utilisant des méthodologies quantitatives / qualitatives, des articles-réponses et des éditoriaux qui remettent en question les paradigmes de l'apprentissage et de l'enseignement des langues. La revue comporte une section News & Notes of the Professions (français: Nouvelles et Notes de la profession) proposant un calendrier des événements, des annonces professionnelles, des initiatives et des préoccupations. La revue fournit également une liste d'articles pertinents dans d'autres revues professionnelles, ainsi que des critiques de livres scientifiques, de monographies et de logiciels. Une enquête annuelle sur les diplômes de doctorat délivrés en langues étrangères, littératures, cultures, linguistique et enseignement des langues étrangères aux États-Unis est disponible sur le site Web de la revue. 
Depuis 2007, la revue actuellement publie un cinquième numéro en plus des quatre numéros réguliers publiés chaque année. Cette question supplémentaire est une question clé ou une monographie en alternance. 
Selon Journal Citation Reports, le facteur d'impact pour 2016 est de 1,745.

## Comité éditorial
- Rédacteur en chef : Marta Antón
- Éditeur associé : Shawn Loewen
- Éditeur associé : Wander Lowie
- Rédacteur associé : Martha Bigelow

Conseil d'administration
- Teresa Cadierno
- Laura Collins
- Kees de Bot
- Patricia Duff
- Agnes He
- Elaine K. Horwitz
- Richard Kern
- James Lantolf
- Jenifer Larson-Hall
- Constant Leung
- Peter MacIntyre
- Junko Mori
- Rosa Manchón
- Tim McNamara
- Rebecca Oxford
- Angela Scarino
- Merrill Swain
- Naoko Taguchi
- Elaine Tarone
- Paul Toth
- Ema Ushioda
- Guadalupe Valdés
- Paula Winke